# Sint-Willibrorduskerk (Berchem)

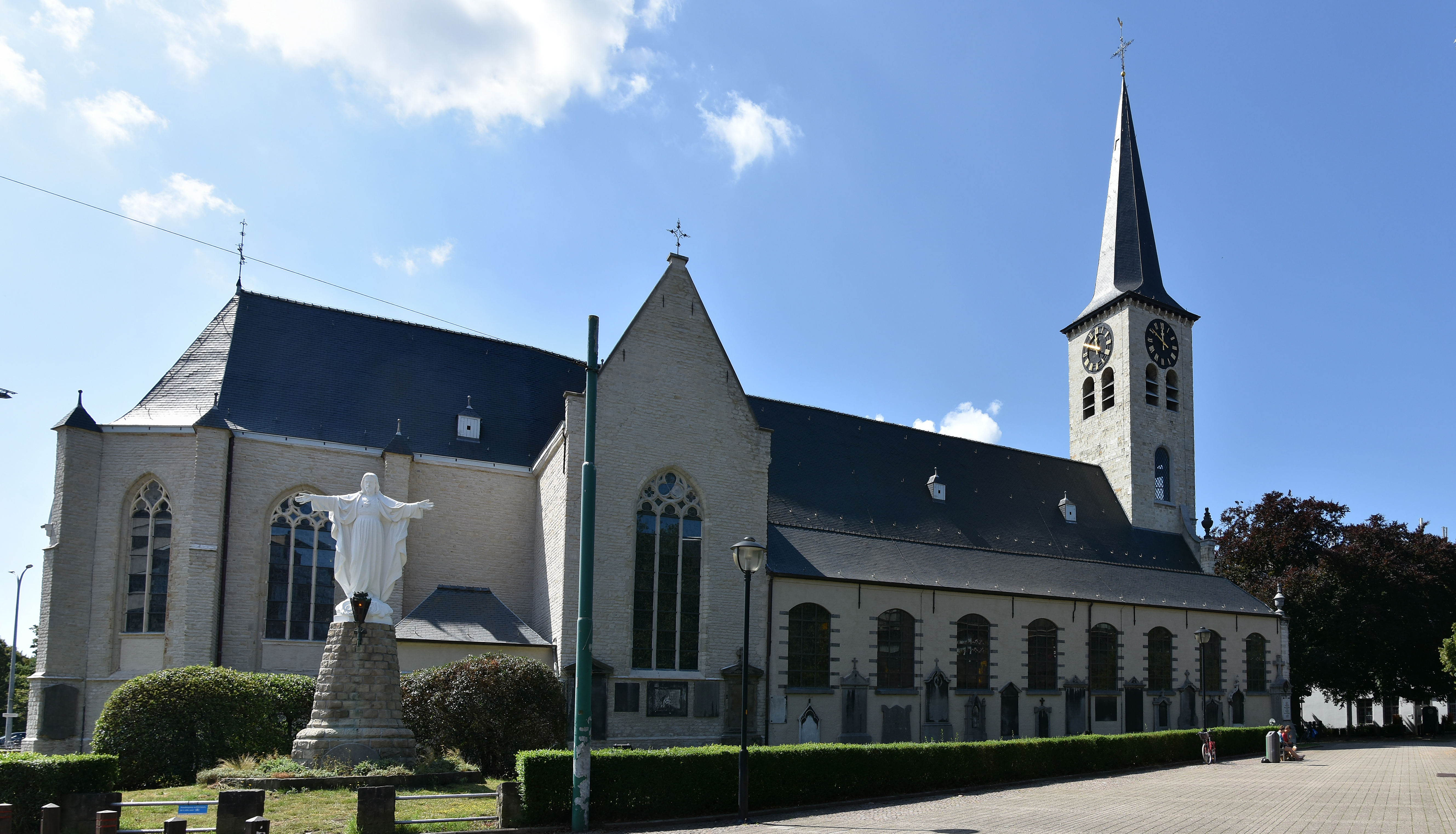
De kerk in 2019

De Sint-Willibrorduskerk te Berchem is een rooms-katholiek gebedshuis. Zij ligt aan de Grotesteenweg die omstreeks het einde van de vijftiende of begin van de zestiende eeuw, de verbindingsweg werd voor het verkeer tussen Antwerpen, Mechelen en Brussel.
De eerste vermeldingen van dit kerkgebouw dateren uit de tweede helft van de dertiende eeuw, maar de bouw van de huidige kerk ving aan op het einde van de 15e eeuw.
Het is een georiënteerde kruisbasiliek, die in 1983 in haar geheel beschermd werd als monument. Ze was vroeger de hoofdkerk van de dekenij Berchem. Sinds de herindeling van het Bisdom Antwerpen in 2014 maakt de parochie deel uit van de pastorale eenheid Heilige Damiaan van het dekenaat Antwerpen-Zuid.
De buurt heeft haar eigen aantrekkingskracht. Zo staat op het kerkplein (Heilig Hartstraat), vóór de kerk, een eeuwenoude rode beuk (Fagus silvatica var. Purpurea) die sedert 1949 beschermd is.
Op het grasperk aan de achterzijde van de kerk bevindt zich:
- aan de oostelijke kant, het Sint-Willibrordusmonument, in 1962 gemaakt door de Berchemse beeldhouwer Albert Poels. Het werd destijds als geschenk door de Vlaamse Toeristenbond aan de gemeente aangeboden;
- aan de westelijke kant, een witstenen Heilig Hartbeeld uit 1918.

Tegen de koormuur, aan de noordkant, ziet men een calvariegroep die dateert van 1713.

## Geschiedenis

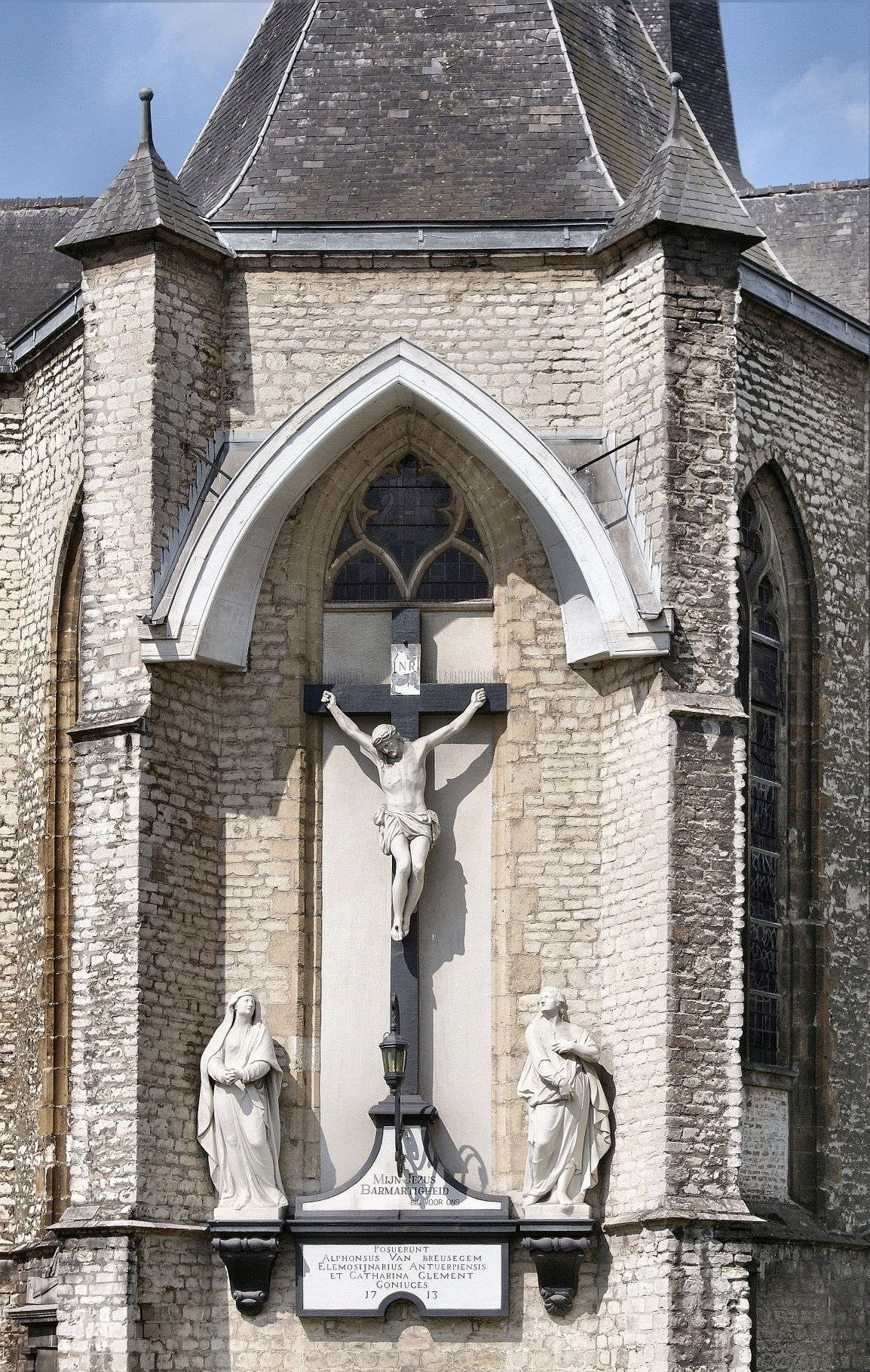
Tegen de koormuur ziet men een calvariegroep uit 1713

Volgens de overlevering richtte Sint-Willibrordus tijdens een bezoek in 710 in het toenmalige Berchembos zelf een houten bidkapel op, die evenwel later (tijdens de tweede helft van de 9-de eeuw) door de Noormannen werd verwoest. Van die periode zijn noch overblijfselen noch geschriften bewaard gebleven.
Na de vernieling van het eerste gebouw, werd er een stenen kapel in laatgotische stijl opgetrokken. Deze breidde tussen 1510 en 1517 uit en werd mettertijd de huidige kerk. Ze kwam in het verleden herhaaldelijk onder vuur te liggen en werd meermaals onteerd. In 1566 werd ze tijdens de Beeldenstorm geplunderd. Enkele jaren later, in 1571, leed ze onder de roverij door de Bosgeuzen en in 1582 droeg ze de gevolgen van de calvinistische maatschappelijke invloed.
Toen de Spanjaarden onder leiding van Alexander Farnese in 1584 Berchem heroverden op de calvinisten, beslisten ze het hele dorp (inclusief toren en kerk) te verwoesten, maar vanaf 1590 werd de aanzet tot de heropbouw gegeven, voornamelijk door de inspanningen van E.H. Miraeus. Deze geschiedschrijver was kapittelheer van de Onze-Lieve-Vrouwekathedraal te Antwerpen, en vanaf 1615 werd hij pastoor van zijn zorgenkind en oogappel: de Sint-Willibrorduskerk. De door hem in de hand gewerkte herstellingswerkzaamheden duurden tot 1630.
Meer recent, tijdens de Eerste en de Tweede Wereldoorlog, werden ook beschadigingen toegebracht.
Zo werden tijdens de Tweede Wereldoorlog de klokken door de bezetter geroofd, teneinde soelaas te bieden aan zijn metaalbehoeften. Maar spoedig na het einde van de vijandelijkheden maakten de parochianen werk van de plaatsing van nieuwe exemplaren. Zodoende werden in 1950 de volgende geleverd:
- St.-Willibrordus (1.044 kg);
- Onze-Lieve-Vrouw (825 kg);
- Heilig Kruis (525 kg).

## Interieur

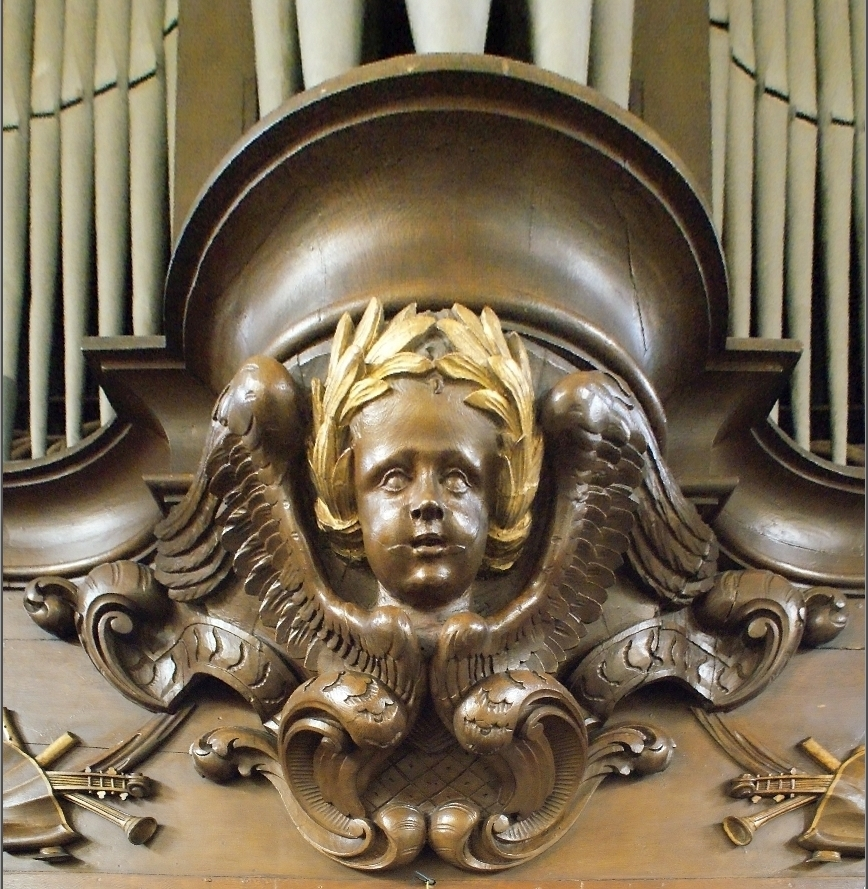
Putto ter verfraaiing van het Forceville-orgel uit 1725

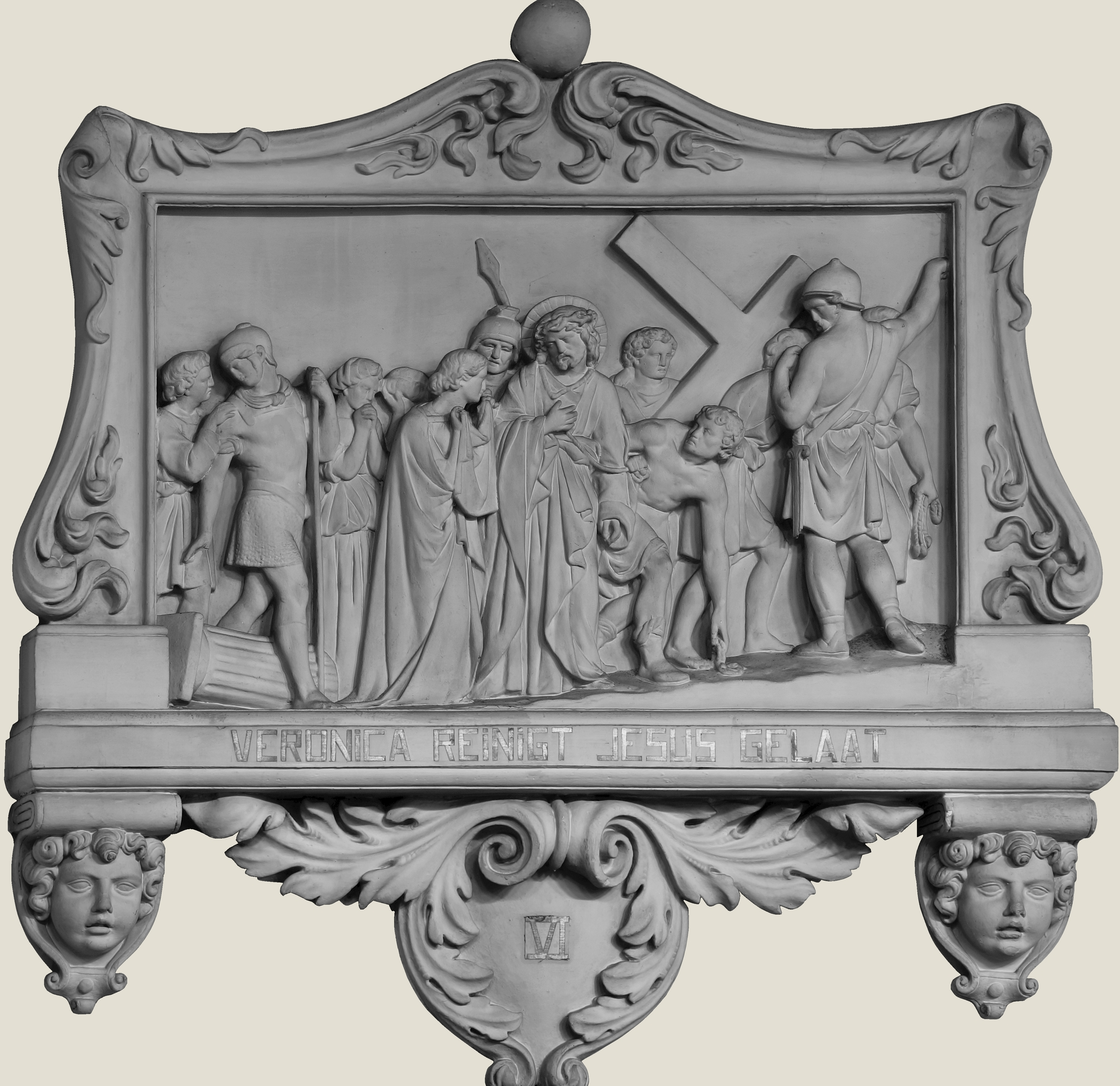
Detail van de kruisweg door Jozef Geefs gemaakt omstreeks 1850

Een groot deel van de kerkinventaris is sedert 1953 beschermd.
Bij het binnenkomen in de kerk, gaat -in het portaal- de aandacht onmiddellijk naar een opmerkelijk glas-in-loodraam, in 1948 vervaardigd door Jan Wouters naar de kartons van de bekende Antwerpse schilder Paul Wante (1905-1981).
Dit raam stelt Sint-Willibrordus en Fredericus de Merode voor, die van oudsher voor de gemeente Berchem een bijzondere betekenis hebben. Het raam sierde aanvankelijk de trappenhal van het op ‘t einde van de twintigste eeuw gesloopte gemeentehuis. Op 6 november 2005 werd het kunstwerk door het gemeentebestuur aan de kerk geschonken.
Het interieur bevat onder meer zeer oude stukken, waarvan het oudste misschien de handgeschreven missaal (Missale Plenarium) is. Dit gebedenboek, alleszins vóór 1250 geschreven, is vermoedelijk afkomstig van de toenmalige Benedictijnerabdij te Deurne (Antwerpen).
De lambrisering van het hoogkoor (het oudste deel van de kerk) werd in 1657 vervaardigd door J. Seberechts. Enkele jaren later volgde het barokke koorgestoelte dat in 1659 en 1660 getimmerd werd door Joos Pasteels (uit Mortsel). Deze kunstenaar maakte in 1660 eveneens de biechtstoel "Koning David en Maria Magdalena" waarvan het concept als voorbeeld diende voor de aanmaak van de andere biechtstoelen.
Een gelijke qua vorm en opvatting is de biechtstoel "Sint-Petrus en Taddeüs", door Octave Herry gebeeldhouwd in 1674. Deze houtsnijder was in Antwerpen bedrijvig van 1655 tot 1685.
Nog andere biechtstoelen -alle met een min of meer gelijkaardige vormgeving- werden toegevoegd na 1850. Voor het ogenblik is niet achterhaald door wie ze gemaakt werden.
De kerk heeft twee barokke marmeren zijaltaren:
- in de linkerzijbeuk het altaar van Onze-Lieve-Vrouw (anno 1680);
- in de rechterzijbeuk het altaar van de "Heilige Sebastiaan en het Heilig Kruis" (anno 1692).

Deze zijn het oeuvre van beeldhouwer Pieter Scheemaeckers de Oude (1640-1714) uit Antwerpen.
De opvallende preekstoel in eikenhout werd anno 1719 gemaakt door een plaatselijke kunstenaar: de Antwerpse houtsnijder Jean-Claude De Cock (1667-1735).
Het klankbord wordt ondersteund door twee bazuinende engelen, terwijl ook onder de kuip twee putti staan afgebeeld. Zij dragen een vaan met verwijzing naar de overtuigde inzet van Sint-Willibrordus: "Praedicabat illis Christum" ("Hij verkondigde daar Christus", Handelingen 8, 5).
Het orgel, door Jean-Baptiste Forceville (ca. 1660-1739) tijdens zijn Brusselse periode gebouwd, werd voltooid in 1725. Het is versierd met onder meer een putto, een medaillon van koning David die een harp bespeelt, en een medaillon van Sint-Cecilia, de patrones van de muziek.
Ten tijde van het Nederlandse Bewind in België, in 1823, werd een nieuw hoofdaltaar gebouwd. Het is een portiekaltaar waarvan thans niet meer bekend is wie ‘t ontworpen heeft. Op de tafelvoet ziet men een voorstelling van het Lam Gods.
Tussen de zuilen hangt een groot schilderij waaraan in 1838 vorm werd gegeven door Jozef Correns (1814-1907). Het verbeeldt een legendarische daad van Sint-Willibrordus die een afgodsbeeld (voorgesteld door een satir) vermorzelt. Volgens de overlevering zou Willibrordus tijdens zijn vertoef in Antwerpen ingelicht zijn over het bestaan van een heidense tempel in het naburige Luithagebos (gehucht Oude God, Mortsel). Hij begaf zich naar deze plek, duwde het beeld omver, brak de tempel af en verving hem door een christelijke gebedsplaats.
In de twee zijbeuken, tussen de ramen, ziet men de kruisweg, afgebeeld in 14 bas-reliëfs. Ze zijn het werk van de bekende Antwerpenaar Jozef Geefs, een telg uit de beeldhouwersfamilie Geefs. Dit werk dateert uit de periode van de vergroting van de kerk, namelijk uit 1850.
Eveneens in het hoogkoor ziet men een gedenksteen met bas-reliëf. Deze herinnert aan het 60-jarig priesterjubileum van Eerste Deken Theophilus Joannes Emanuel Roucourt (1834-1926). Het beeldwerk werd in 1919 gemaakt door A. Strijtmans. Roucourt was priester sedert 18 september 1858, en werd, na zijn 20-jarig priesterschap, op 8 april 1878 pastoor van de Sint-Willibrordusparochie. Hij bleef die gedurende 43 jaar leiden en stichtte plaatselijk een aantal scholen en liefdadigheidsinstellingen. Pas op 8 februari 1921 (dit is op 86-jarige leeftijd, vijf jaar voor zijn dood) nam hij ontslag als parochievader. Berchemnaren hebben hem geëerd door de Theophiel Roucourtstraat naar hem te noemen.

### Binnen
In het koor ziet men het opmerkenswaardig praalgraf van Maria Anna van Berchem. Deze dame, verwant aan de familie "de Tassis" stierf zeer jong, in 1663, nauwelijks 24 jaar. Zij was de laatste telg van het geslacht "van Berchem". Het in marmer gebeeldhouwde monument stelt de overledene voor in biddende houding, terwijl het epitaaf in de oud-Franse taal een ernstige bezinningstekst weergeeft:
´Icy gist noble et illustre Dame Marie Anne de Berchem, fille de Messire Henry de Berchem, Seigneur de Berchem et de Dame Marie de Tassis, laquelle l'age de XXIV ans et son ancienne extraction de la maison de Berthout, autrefois Seigneurs de Malines et Barons de Grimberges, et d'autres semblables, mais périssables qualitez, n'ont peu exempter que son corps ne soit la noriture des vers, et que ses cendres ne soyent égales á celles des moindres, ne lui estant resté que sa seule vertu pour servir envers Dieu à son âme. Elle espousa Messire Philip Théodore baron de Fourneau et de la Chapelle, seigneur de Ranst, maistre de camp d'un terce, et capitaine d'une compagnie libre de cuirasses, qui estait fils de Messire Philip Fransçois de Fourneau, comte de Crucquenbourg, et de dame Isabelle de Berchem, lequel très affligé Iui a rendu ce dernier devoir le XII d'avril MDC.LXIII. Priez Dieu pour son âme.`
Vertaald luidt dit als volgt: 

Hier ligt de 24-jarige nobele en illustere Vrouwe Maria-Anna van Berchem, dochter van Messire Hendrik van Berchem, Heer van Berchem, en van Vrouwe Maria van Tassis, afstammend van het Huis van Berthout, destijds Heren van Mechelen en Baronnen van Grimbergen, en begiftigd met andere gelijkaardige maar vergankelijke titels, die niet hebben kunnen beletten dat haar lichaam voedsel werd voor de maden, en dat haar as gelijk werd aan dat van de geringsten, terwijl haar slechts de ziel als enige deugd voor God overbleef. Zij was gehuwd met Messire Philip Theodoor, Baron van Fourneau en van Kapellen, Heer van Ranst, kampmeester van 'n derde, en kapitein van een vrije compagnie kurassiers, die zoon was van Messire Philip François van Fourneau, Graaf van Kruikenburg, en van Vrouwe Isabella van Berchem, die voor haar zeer bedroefd deze laatste plicht volbracht hebben op 12 april 1663. Bidt tot God voor haar ziel.

### Buiten
Tot aan de Eerste Wereldoorlog lag aansluitend rondom de Sint-Willibrorduskerk een begraafplaats.
Op dit voormalige kerkhof werd op 6 november 1830 de Belgische onafhankelijkheidsstrijder, graaf Frédéric de Merode ter aarde besteld. Deze patriot -die vrijwillig soldaat was in de opstand tegen de Nederlandse koning- was op 24 (of 25) oktober 1830 aan de Leemstraat in Berchem halfweg tussen het Posthof en de Zurenborghoeve geraakt door een vijandelijke kogel en overleed weinige dagen nadien, aan de gevolgen van die verwonding.
Tussen 1914 en 1919 werd de begraafplaats van Sint-Willibrordus afgebouwd en omgevormd tot een pleintje. In 1987 werd het plein vernieuwd. Naar aanleiding daarvan werd een internationale kerststallententoonstelling gehouden die sindsdien jaarlijks plaatsvindt.
Een aantal oude zerken, deel uitmakende van de geruimde graven, werd toen -als herinnering aan de overledenen- tegen de zijmuren van de kerk opgericht. Andere graven werden -met respect voor de afgestorvenen- overgebracht naar de nieuwe dodenakker van Berchem, nabij het Middelheimpark. Dit was -in 1914- onder meer het geval met de laatste rustplaats van graaf Fredericus de Merode. Zijn graf bestaat nog steeds, en ligt nu op de nieuwe begraafplaats. In Berchem zijn het Frederik de Merodeplein alsook de de Merodelei naar hem genoemd.

## Galerij

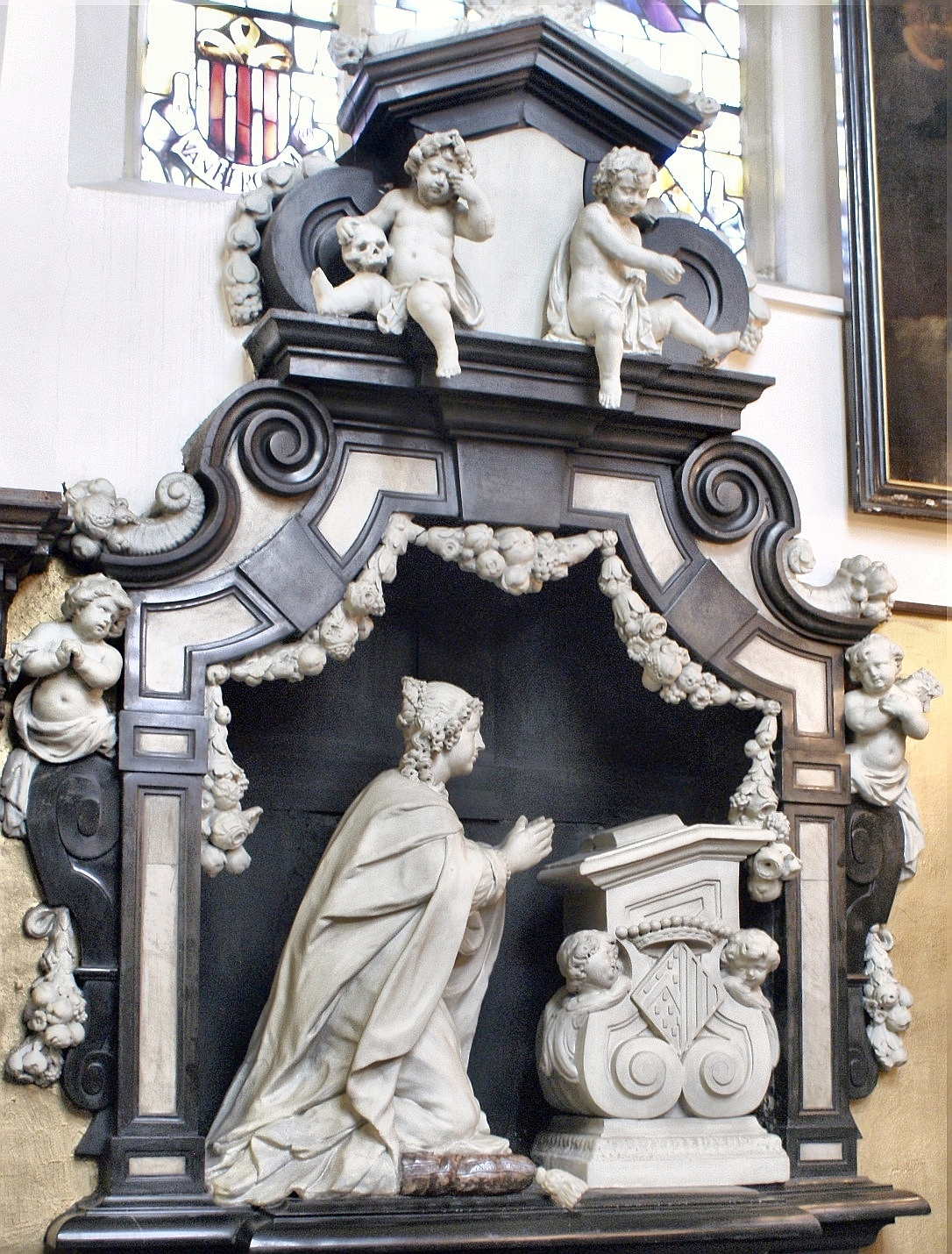
Het grafmonument van Maria-Anna van Berchem uit 1663 staat in het hoogkoor
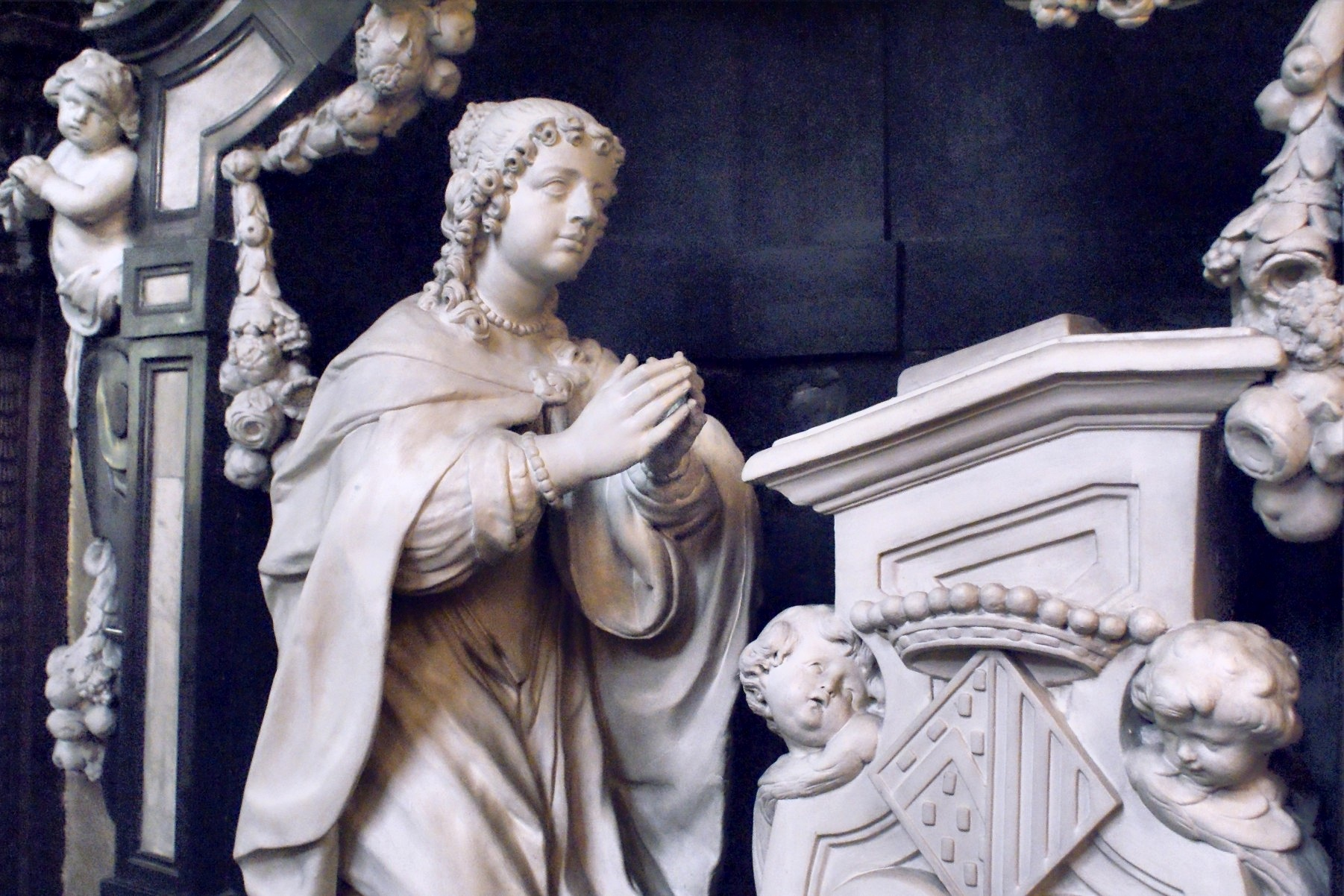
Detail van het grafmonument van Maria-Anna van Berchem
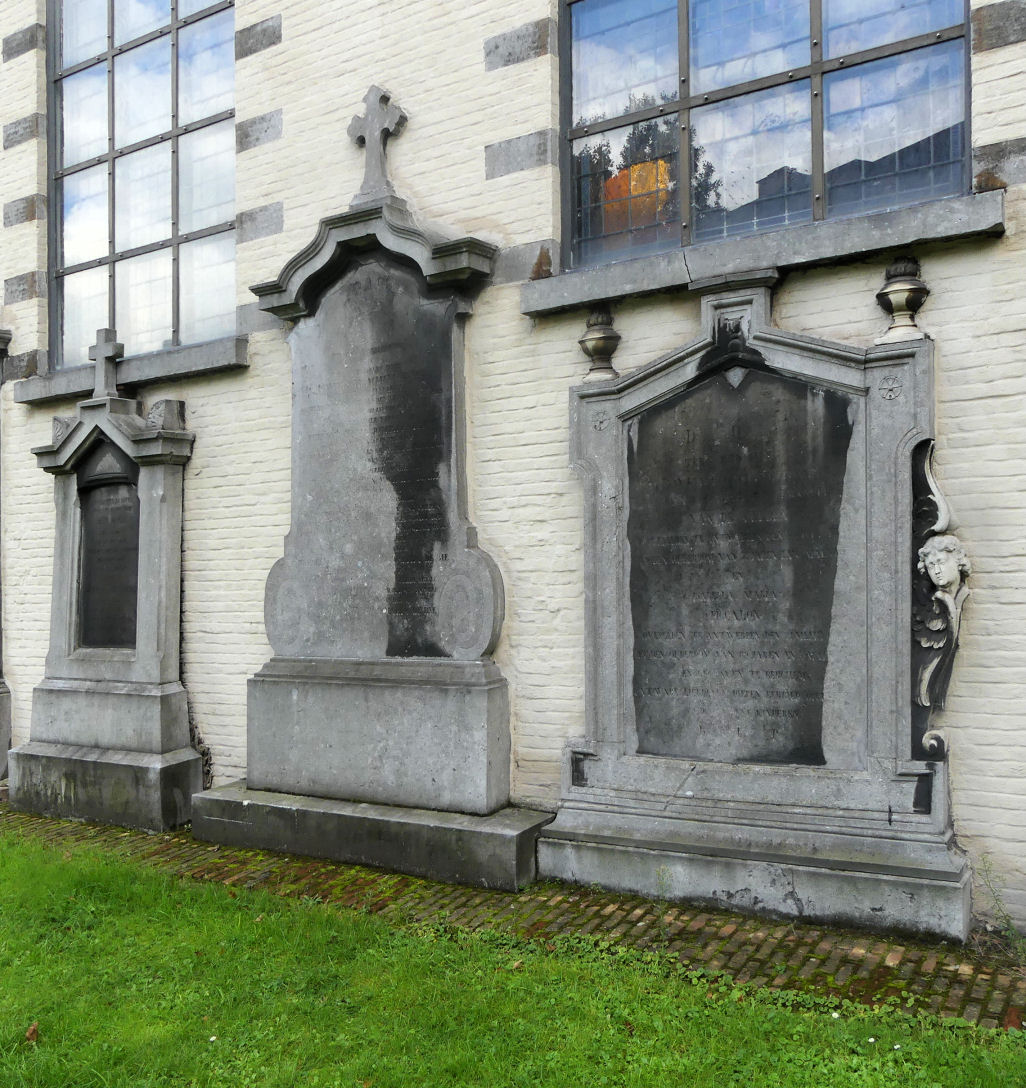
Zerken uit arduin, op de voormalige Sint-Wilibrordbegraafplaats (2023).
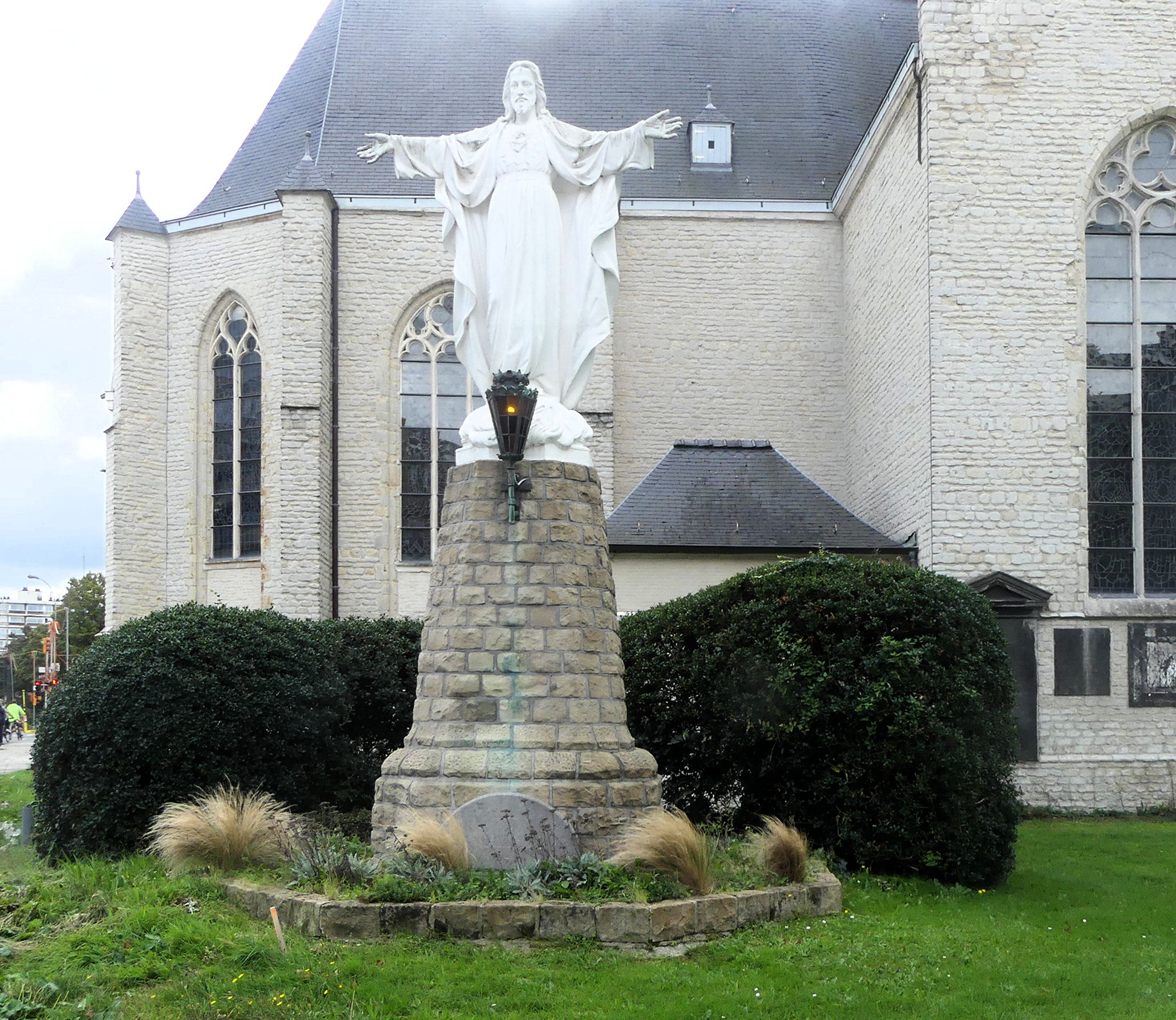
Monument ter ere van het H. Hart, naast de sacristie, uit 1918.